# バッコヤナギ
バッコヤナギ（ばっこ柳、跋扈柳、婆っこ柳、学名: Salix caprea）は、ヤナギ科ヤナギ属の落葉高木。別名はヤマネコヤナギ（山猫柳）。山地や丘陵地の日当たりの良い乾いた場所に自生する、ヤナギの1種である。

## 名称
和名バッコヤナギの由来には諸説あり、一説には牛がこれを好んで食べるために、東北地方での牛の呼び名であるベコから「ベコヤナギ」あるいは「ベイコヤナギ」から転訛したものとされる。別説では、バッコの語源はアイヌ語の pakko（老婆の意味）であるとする説もある。
別名でヤマネコヤナギとよばれ、古くはサルヤナギともよばれた。ネコヤナギが自生しない北海道では、バッコヤナギを「猫柳」と呼ぶことがある。ヤマネコヤナギは、山野の水辺に生えるネコヤナギに対する、山に生えるネコヤナギの意味である。
学名のシノニムは Salix bakko で、和名の「バッコヤナギ」がそのまま採用されている。

## 分布・生育地
北海道南西部、本州（近畿地方以北）、四国に分布する。丘陵地から山地の崖や斜面に生え、日当たりの良い乾いた場所を好む。庭などにも植えられている。

## 特徴
落葉広葉樹の高木。大きなもので高さは20メートル (m) 、幹の太さは1 m内外に達し、枝は他のヤナギ属植物よりも太目で、樹も大振りとなる。樹皮は暗灰色や暗灰褐色で、ごく若い木は菱形の皮目があり、生長して老木になると縦に不規則に裂ける。一年枝はやや太く、褐色や緑褐色で、はじめは毛があるが後に無毛になる。枝は折れにくい。枝の皮を剥くと裸材に隆起した線が見られ、ヤマネコヤナギの特徴のひとつになっている。
花期は3 - 4月。雌雄異株で虫媒花。早春に葉に先立って大きな花穂を一斉に出して、雄株と雌株がそれぞれ雄花と雌花を咲かせる。花穂は動物の尻尾のような尾状花序で、花弁のない小さな花の集合体であり、白銀色の綿毛に覆われていてよく目立つ。花序はネコヤナギよりも丸みを帯び、雄花穂は長さ3 - 5 cm、径3 cmの長楕円形、雌花穂は長さ2 - 4 cm，径1.5 cmの長楕円形である。花はへら状の小さな苞に、雄花には雄蕊が2本、雌花は雌蕊がつき、その基部腹側に蜜腺がある。雌蕊の柱頭は淡黄緑色で2裂する。雄蕊の先端につく葯は黄色い。苞は上半分が黒色で、表面に白色の発達した長毛がつく。花粉の媒介者に、冬眠から目覚めたタテハチョウや、小型のハナバチなどの様々な昆虫がくる。
葉は互生し、ふつう長さ5 - 10 cm、幅2 - 5 cmの長楕円形で先がとがり、表面は深緑色で葉脈がくぼみ、裏面は白い綿毛が密生する。葉縁には波形の鋸歯があり、長さ5 -10ミリメートル (mm) の葉柄がつく。
冬芽は卵形で紅褐色でつやがある芽鱗1枚によって帽子状に包まれており、枝先に仮頂芽がついて測芽が互生する。花芽は葉芽よりも大きい。葉痕はV字型で、維管束痕が3個つく。
- 雌花穂
- 雄花穂
- 枝でつくったホイッスル。樹皮を剥いた裸材に、隆起した線があるのが特徴。

## 利用
庭木に利用され、花穂は花材として好まれる。治山用に植栽も行われている。材はやわらかく均質で、まな板の材に適しており、かつては北海道で舟材としても利用された。樹皮は繊維が丈夫で、昔は縄を作るための原料にした。

## エゾノバッコヤナギ
エゾノバッコヤナギ（学名: Salix hultenii var. angustifolia、Salix bakko ver. angustifolia）は、北海道（主に東部から北部）に自生する母種バッコヤナギの北方型の変種である。別名では、エゾノヤマネコヤナギ（蝦夷の山猫柳）、コウライヤナギなどともよばれる。アイヌ語では、メロマイ（meromay）あるいはメラオマニ（meraomani）と呼んだとされ、春に出る花穂をネコに見立てて「猫のつく樹」という意味がある。葉は長さ8 - 15センチメートル (cm) 、幅3 - 6 cmの長楕円形で、表面は光沢がある緑色で少ししわがある。葉裏は細かい白色の毛が密生している。
母種バッコヤナギとの区別点は、エゾバッコヤナギのほうが葉の幅が細いこと、また枝の樹皮を剥いた裸の材の表面がバッコヤナギでは隆起した線が見られるが、エゾノバッコヤナギではそれは不鮮明であるか、ほとんど見えないという違いが見られる。